# (1768) Appenzella
(1768) Appenzella es un asteroide perteneciente al cinturón de asteroides descubierto por Paul Wild desde el observatorio de Berna-Zimmerwald, Suiza, el 23 de septiembre de 1965.

## Designación y nombre
Appenzella fue designado al principio como 1965 SA.
Más adelante se nombró por la ciudad suiza de Appenzell.

## Características orbitales
Appenzella está situado a una distancia media del Sol de 2,45 ua, pudiendo acercarse hasta 2,011 ua y alejarse hasta 2,89 ua. Su excentricidad es 0,1792 y la inclinación orbital 3,261°. Emplea 1401 días en completar una órbita alrededor del Sol.